# Plagiochila porelloides
Plagiochila porelloides är en bladmossart som först beskrevs av John Torrey och Christian Gottfried Daniel Nees von Esenbeck, och fick sitt nu gällande namn av Johann Bernhard Wilhelm Lindenberg. Plagiochila porelloides ingår i släktet bräkenmossor, och familjen Plagiochilaceae. Inga underarter finns listade i Catalogue of Life.

## Bildgalleri

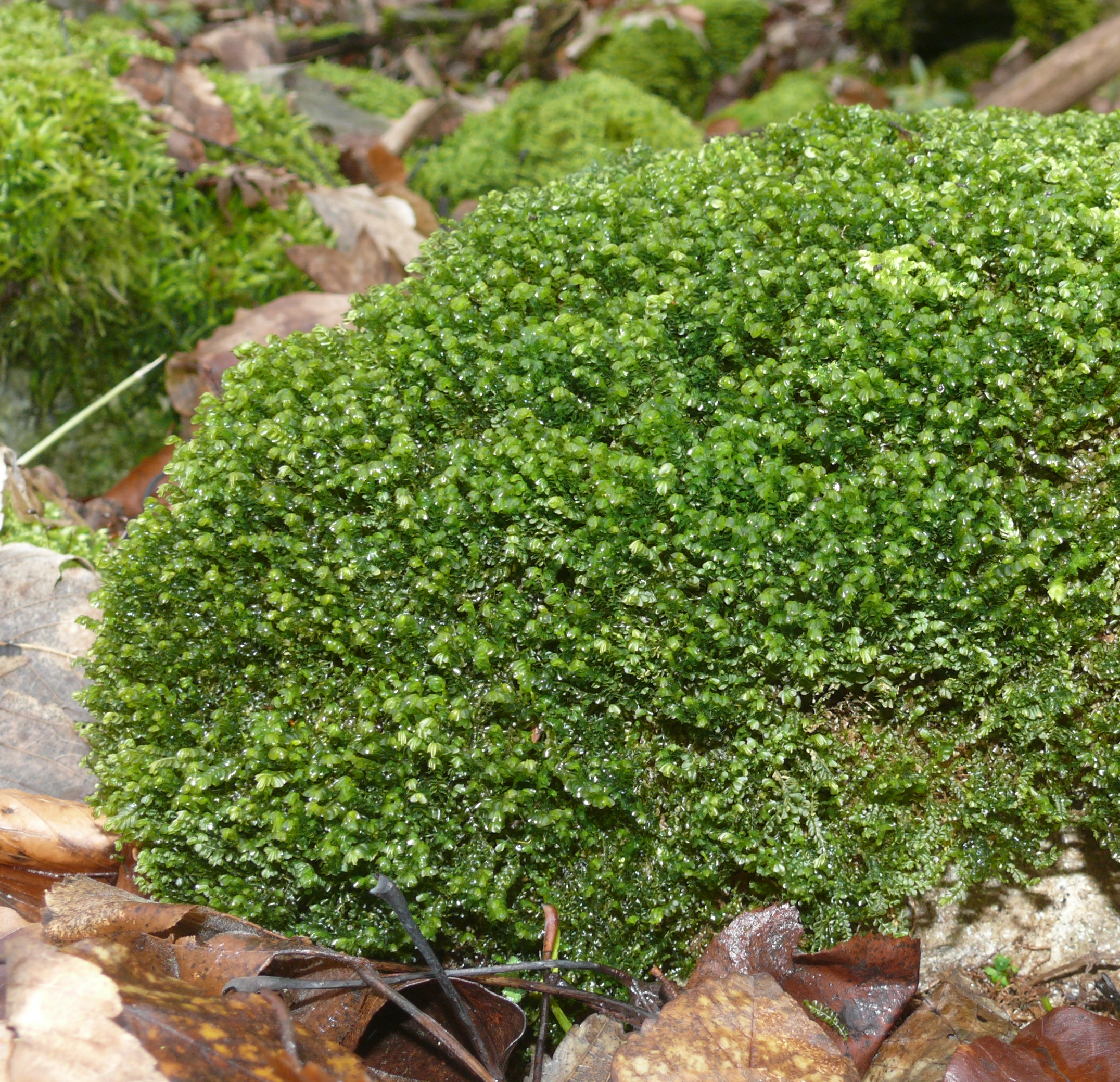
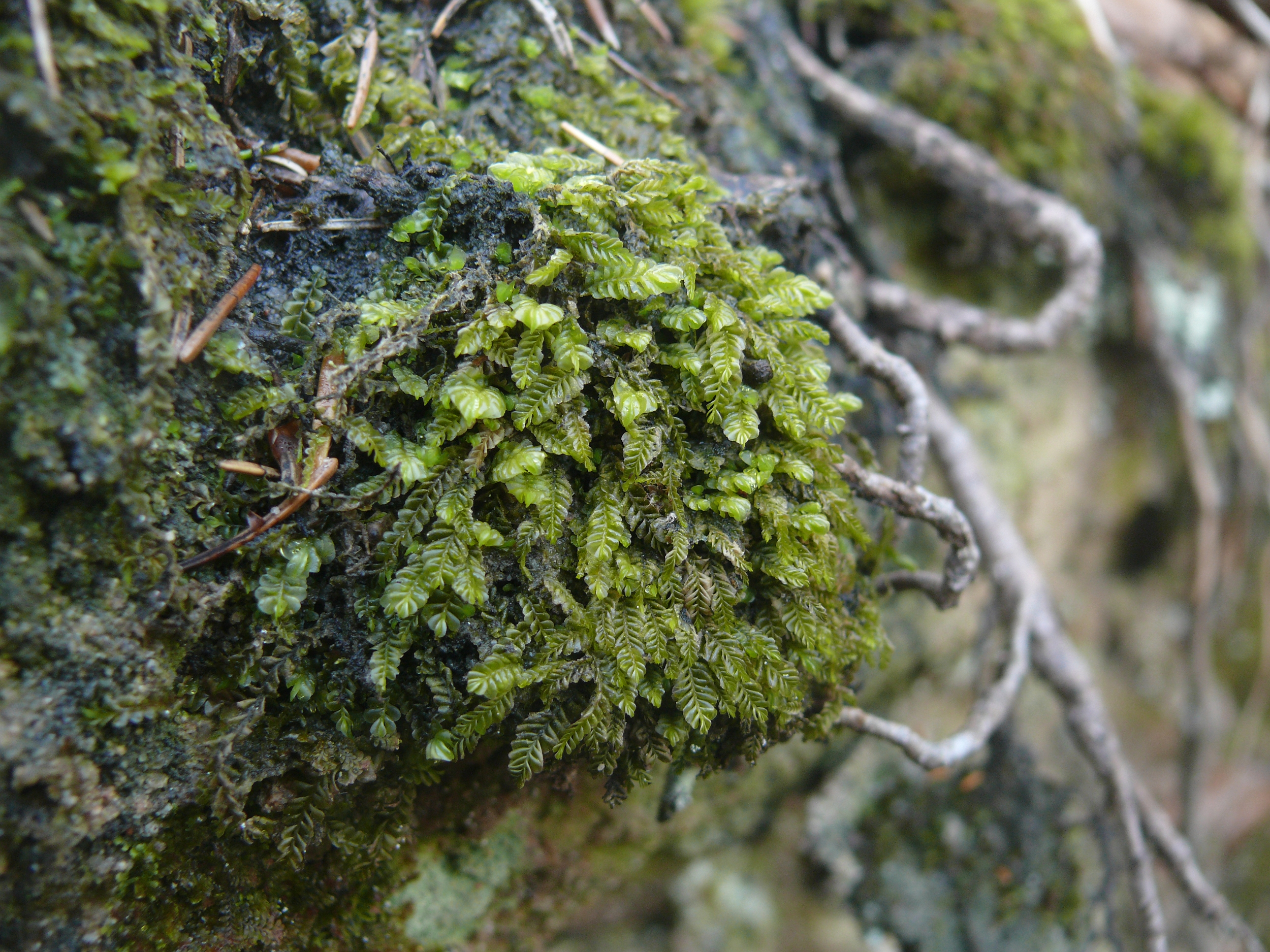
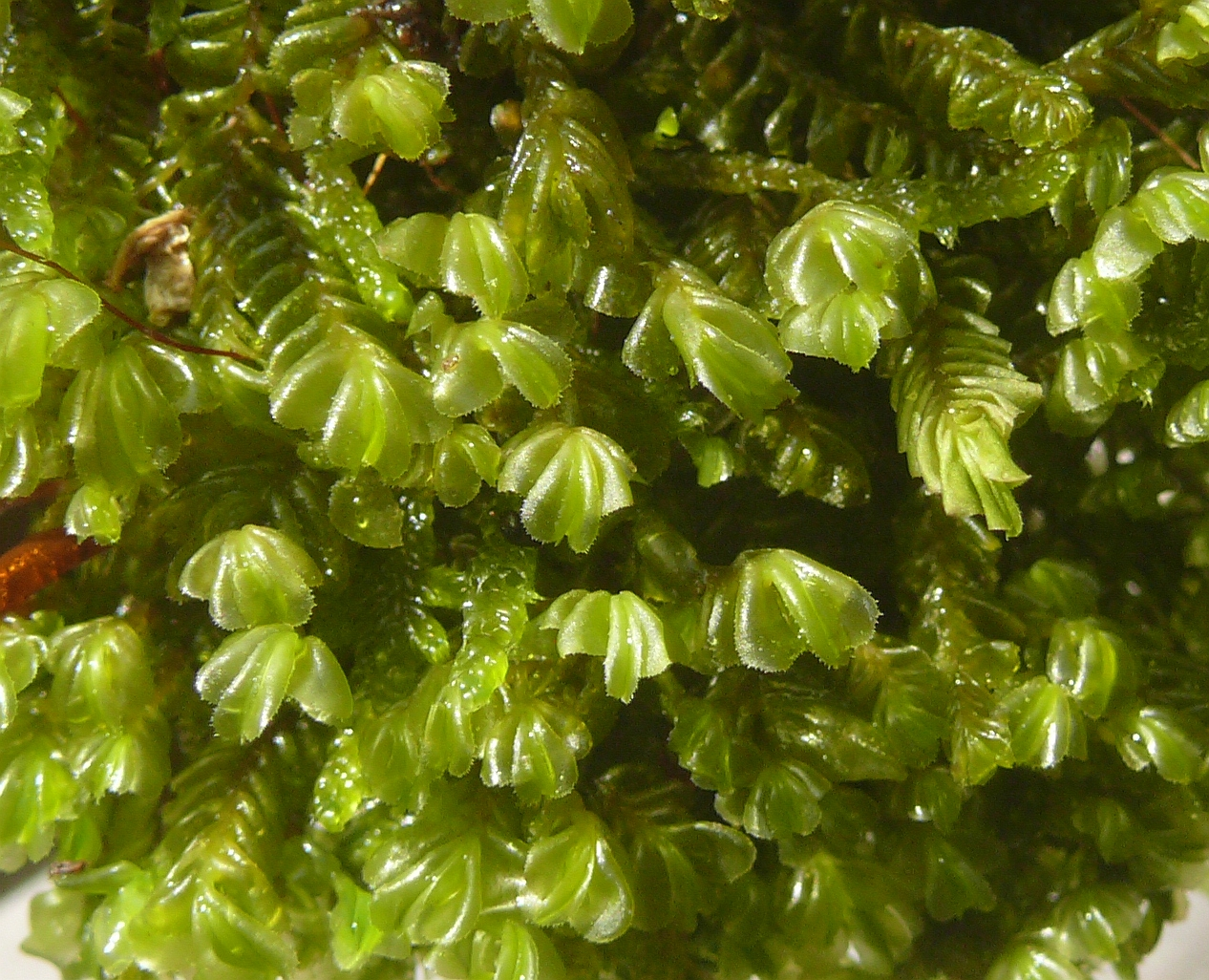
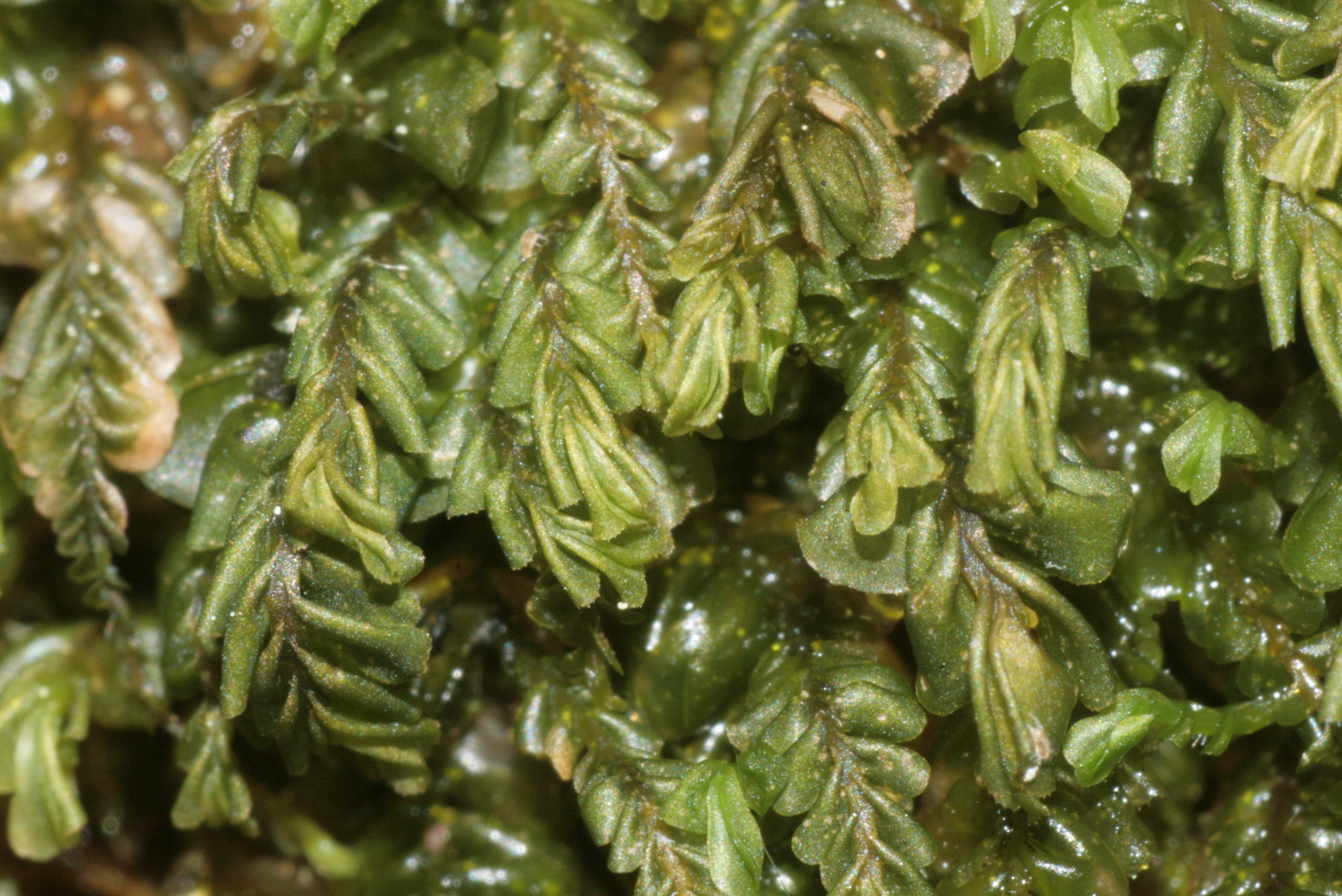
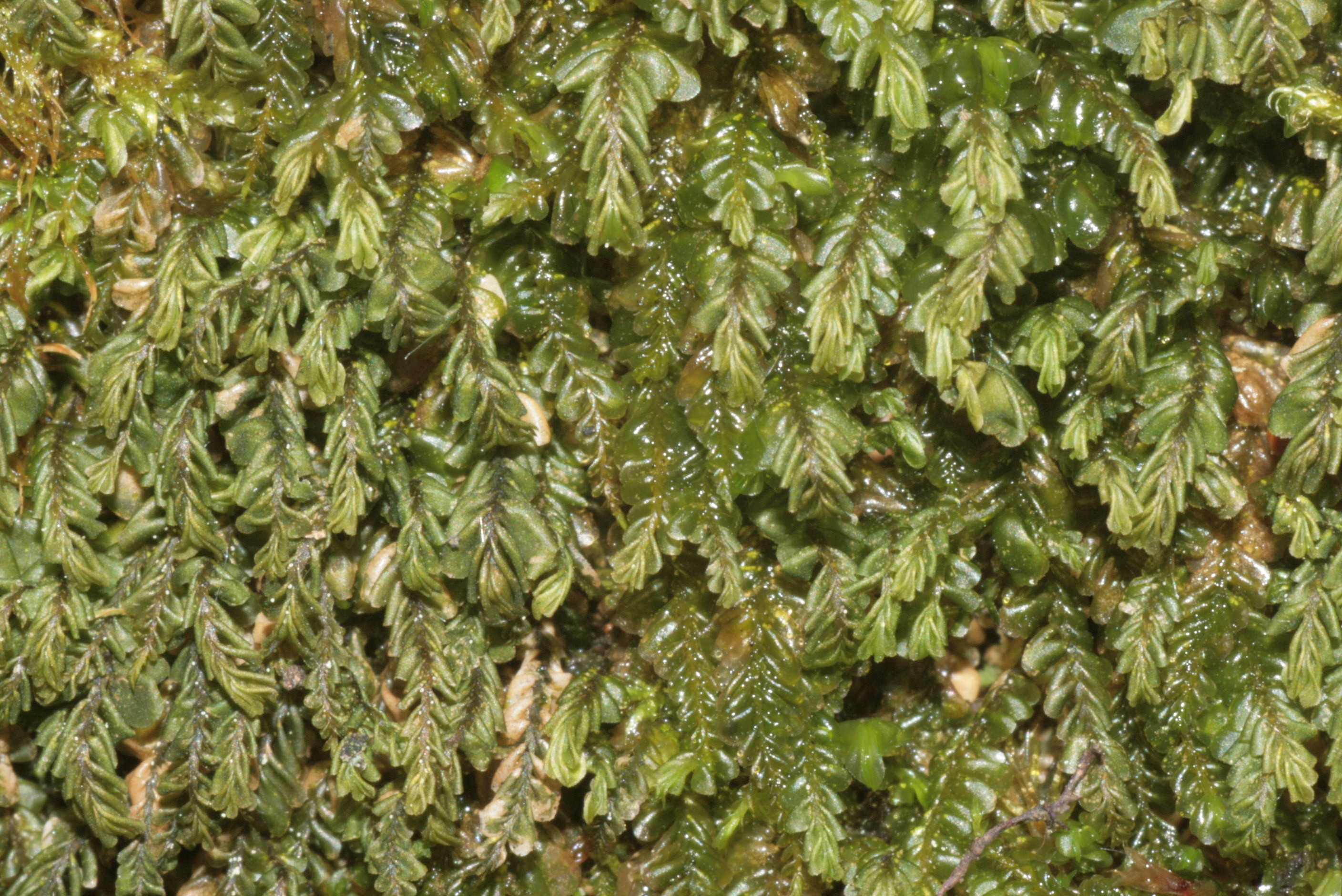